# Trelew TV
Trelew TV es un cableoperador de televisión de paga de la ciudad de Trelew, Chubut.
Transmite señal de televisión por cable y de televisión digital desde el lunes 13 de mayo de 2013.
Actualmente cuenta con canal propio llamado Canal 12.